# Ubuntu for Android
Ubuntu for Android是一个开源的Ubuntu变体，设计用来在Android手机上运行。预计将被预装在手机上。2012年世界行動通訊大會上展示了一个Ubuntu for Android实体模型。截至2014年4月，该项目已不再处于活跃状态。

## 功能
- 同时在移动设备上运行Ubuntu和Android，而无需模拟或虚拟化，并不需要重启。由于Ubuntu和Android使用相同的内核（Linux），所以这是可行的。[2]
- 当设备连接到显示器，提供一个标准Ubuntu桌面（Unity）。[2]
- 当设备连接到电视，界面提供Ubuntu TV体验。[5]
- 可以运行Ubuntu桌面应用，如Firefox、Thunderbird、VLC等。[9]
- 在Ubuntu桌面运行Android应用程序。[10]
- 直接从桌面接听电话和短信。[9][11]

## 系统要求
根据Canonical公司，手机要求如下：
- 双核 1 GHz CPU
- 视频加速：shared kernel driver with associated X driver; OpenGL, ES/EGL
- 存储： 2 GB用于操作系统镜像
- HDMI： video-out with secondary framebuffer device
- USB主机模式
- 512 MB RAM

注：大多数智能手机不能同时在单个端口上使用MHL和USB接口。要同时使用这两个功能，需要一个单独的HDMI端口（Motorola Razr/Razr HD、Xperia S/Acro S、Asus Padfone） 或即将到来的MHL2端口。Samsung Galaxy S3/S4/Note2上还有一个非标准解决方案。